# Sama na planecie
Sama na planecie – drugi singel polskiej piosenkarki Natalii Szroeder z jej trzeciego albumu studyjnego, zatytułowanego REM. Singel został wydany 15 maja 2024. 
Piosenka była nominowana do nagrody polskiego przemysłu fonograficznego Fryderyka w kategorii „singiel roku pop”.

## Geneza utworu i historia wydania
Utwór napisali i skomponowali Natalia Szroeder i Archie Shevsky, który również odpowiada za produkcję utworu.
Singel ukazał się w formacie digital download 15 maja 2024 w Polsce za pośrednictwem wytwórni płytowej Warner Music Poland. Piosenka została umieszczona na trzecim albumie studyjnym Natalii Szroeder – REM.
W marcu 2025 utwór uzyskał nominację do nagrody polskiego przemysłu fonograficznego Fryderyka w kategorii „singiel roku pop”.
20 sierpnia 2024 piosenka została zaprezentowana telewidzom stacji TVN podczas koncertu Cudowne lata ’90 na Top of the Top Sopot Festival 2024.

## Teledysk
Do utworu powstał teledysk, który udostępniono w dniu premiery singla za pośrednictwem serwisu YouTube.

## Lista utworów
- Digital download[2]

1. „Sama na planecie” – 3:22

## Wyróżnienia
| Rok  | Konkurs        | Kategoria        | Rezultat  |
| ---- | -------------- | ---------------- | --------- |
| 2025 | Fryderyki 2025 | Singiel roku pop | Nominacja |